# План „Маршал“
„Marshall' plan “ (официално Програма за европейско възстановяване) е инициатива на Съединените американски щати за подпомагане на Европа, с която американското правителство дава безвъзмездна помощ от 13 милиарда долара (приблизително 130 милиарда долара от 2016 година) за възстановяване на европейската икономика след края на Втората световна война.
Планът е в действие в продължение на 4 години от 8 април 1948 година. Целта на Съединените щати е да се възстановят засегнатите от войната области, да се премахнат търговските бариери, да се модернизира промишлеността и да се възстанови икономическият просперитет на Европа като преграда пред разпространението на комунизма. Част от плана е също премахването на множество регулации и насърчаване на ръста на производителността и членството в профсъюзи.
За администрацията във Вашингтон е очевидно, че не е в ничий интерес да се допусне срутването на една съществена част от световната икономика и търговия, каквото представлява Европа. Освен това разорена и бедстваща, Европа би станала лесна жертва на комунистическата пропаганда и на съветското политическо настъпление. Главното условие за получаване на американска финансова помощ е правителствата да представят своите проекти за икономическо възстановяване и да отчитат точно как се реализират и в кои сектори се влагат отпуснатите средства. Отбелязано е, че няма да се подкрепят режими, които насилствено се опитват да останат постоянно на власт или възпрепятстват свободното възстановяване и развитие на други държави. Съветската дипломация се противопоставя, тъй като не желае финансовата помощ да попречи на започналото изграждане на тоталитарна система от сталинистки тип в източноевропейските държави и обвързването на техните икономики със съветската.
За прилагане в действие на американското предложение, френското и британското правителство решават да се проведе международна конференция с участието на европейските държави, заинтересовани от външната финансова помощ, на която да се изработи обща програма за следвоенно възстановяване. На 1 юли 1947 година излиза официалната съветска позиция, която е категорично против. Четири дни след като е официално поканена, на 8 юли 1947 година българската страна отказва да участва. От Източна Европа единствено Чехословакия първоначално приема, но под натиск и обещания от СССР също отказва.